# Tijn Joosten
Tijn Joosten (Nijmegen, 15 augustus 2006) is een Nederlandse voetballer die doorgaans speelt als centrale verdediger.

## Clubcarrière
Joosten speelde eerst bij SV Orion en N.E.C. alvorens hij in 2022 de overstap maakte naar de jeugdopleiding van VVV-Venlo. Daar speelde hij twee jaar in de O18 totdat hij in de zomer van 2024 vervroegd werd doorgeschoven naar het beloftenelftal. Vanwege een aantal blessures bij verdedigers in het eerste elftal (Dylan Timber, Robin Lathouwers en Joep Kluskens) werd de 18-jarige Nijmegenaar begin oktober 2024 voor het eerst toegevoegd aan de wedstrijdselectie. Toen daar ook nog een blessure van Rick Ketting en een schorsing voor Roel Janssen bij kwam, mocht Joosten op 18 oktober 2024 als basisspeler zijn debuut in het eerste elftal maken in een thuiswedstrijd tegen FC Dordrecht (2-3).

### Clubstatistieken
| 2024/25                             | VVV-Venlo | Eerste divisie | 7 | 0 | 1 | 0 | — | — | 8 | 0 |
| 2025/26                             | VVV-Venlo | Eerste divisie | 0 | 0 | 0 | 0 | — | — | 0 | 0 |
| Totaal                              | Totaal    | Totaal         | 7 | 0 | 1 | 0 | 0 | 0 | 8 | 0 |
| Bijgewerkt tot en met 14 maart 2025 |           |                |   |   |   |   |   |   |   |   |